# Lijst van voetbalinterlands Montenegro - Wales
Deze lijst van voetbalinterlands is een overzicht van alle officiële voetbalwedstrijden tussen de nationale teams van Montenegro en Wales. De landen hebben tot op heden vijf keer tegen elkaar gespeeld. De eerste ontmoeting, een vriendschappelijke wedstrijd, werd gespeeld in Podgorica op 12 augustus 2009. Het laatste duel, een groepswedstrijd tijdens de UEFA Nations League 2024/25, vond plaats op 14 oktober 2024 in Cardiff.

## Wedstrijden
| № | Plaats    | Datum            | Competitie                  | Wedstrijd          | Uitslag |
| - | --------- | ---------------- | --------------------------- | ------------------ | ------- |
| 1 | Podgorica | 12 augustus 2009 | Vriendschappelijk           | Montenegro – Wales | 2 – 1   |
| 2 | Podgorica | 3 september 2010 | EK 2012 kwalificatie        | Montenegro – Wales | 1 – 0   |
| 3 | Cardiff   | 2 september 2011 | EK 2012 kwalificatie        | Wales – Montenegro | 2 – 1   |
| 4 | Podgorica | 9 september 2024 | UEFA Nations League 2024/25 | Montenegro – Wales | 1 – 2   |
| 5 | Cardiff   | 14 oktober 2024  | UEFA Nations League 2024/25 | Wales – Montenegro | 1 – 0   |

## Samenvatting
| Competitie          | Totaal gespeeld | Winst Montenegro | Gelijk | Winst Wales | Doelsaldo Montenegro – Wales |
| ------------------- | --------------- | ---------------- | ------ | ----------- | ---------------------------- |
| EK-kwalificatie     | 2               | 1                | 0      | 1           | 2 − 2                        |
| UEFA Nations League | 2               | 0                | 0      | 2           | 1 − 3                        |
| Vriendschappelijk   | 1               | 1                | 0      | 0           | 2 − 1                        |
| Totaal              | 5               | 2                | 0      | 3           | 5 − 6                        |

## Details

### Eerste ontmoeting
| Vriendschappelijk (Podgorica, Montenegro, 12 augustus 2009):  |       |               |
| Montenegro                                                    | 2 – 1 | Wales         |
| Stevan Jovetić 31' (pen.) Radomir Đalović 45'                 | goals | 52' Sam Vokes |
| - Interlanddebuut voor scheidsrechter Milorad Mažić (Servië). |       |               |